# Újfehértó
Újfehértó je mesto na Madžarskem, ki upravno spada pod podregijo Nagykállói Županije Szabolcs-Szatmár-Bereg.